# Animagerie
Animagerie est une série télévisée jeunesse québécoise en 255 épisodes de 25 minutes diffusée entre le 20 juin 1977 et le 12 septembre 1980 à la Télévision de Radio-Canada, durant la pause estivale de Bobino.

## Synopsis
Anne et Nimo ("animaux") abordent des sujets relatifs aux animaux.  Avec la participation des marionnettes de Nicole Lapointe et de Pierre Régimbald.

## Fiche technique
- Scénarisation : Marie Baillargeon, Lucie Bélisle, Danièle Coutu, Benoît Dagenais, Louise Gamache, Louise Guay, Suzanne Lévefflé, Pauline Michel, Thérèse Muter, Michèle Poirier, Micheline St-Hilaire
- Réalisation : Raymond Pesant
- Société de production : Société Radio-Canada

## Distribution
- Johanne Garneau : Anne
- Jacques Piperni : Nimo
- André Cartier
- Jean-Pierre Chartrand
- Benoît Dagenais
- Claudette De Lorimier
- Suzanne Léveillé
- Claude Maher
- Bondfield Marcoux
- Claude Moler
- Nicole Morin
- Johanne Rodrigue
- Serge Turgeon